# Kallang
Kallang /kɑːlɑːnorte/ (chino: 加冷, tamil: காலாங்) es una zona de desarrollo urbano, ubicada en la Región Central de Singapur, con una superficie de 9,17 km² y una población de 101.200 habitantes.

## Etimología
El área de lo que ahora es Kallang apareció por primera vez en un mapa topográfico de Singapur de 1830 como "Kilang". En 1838, el nombre del lugar se escribía como "Kelang". El "Kallang" actual se utiliza desde 1842, aunque la ortografía alternativa "Kalang" también se utiliza en algunos casos.
Los nombres chino y tamil para Kallang son "加冷" y "காலாங்" respectivamente. Ambos son transliteraciones directas del nombre inglés/malayo. La palabra china "加冷" generalmente se basa en la transliteración cantonés (pronunciada como "加冷 gaa-laang") de la palabra "Kallang". Kallang también fue apodada "火城" ("ciudad del fuego") por la comunidad china porque era el sitio de la fábrica de gas de Kallang.

## Geografía

### Localización
Situado hacia la costa sureste de Pulau Ujong, el perímetro del Área de Planificación de Kallang está formado por Toa Payoh en el norte, Geylang en el este, Marine Parade en el sureste, Marina East en el sur, el Downtown Core en el suroeste, Rochor y Newton en el oeste, así como Novena en el noroeste.[4] Comenzando desde el norte en sentido antihorario, los límites del Área de Planificación de Kallang están marcados por Pan Island Expressway (PIE), Central Expressway (CTE), Bukit Timah Road, Tekka Lane, Northumberland Road, Gloucester Road, Race Course Road, Rangoon Road, Serangoon Road, Syed Alwi Road, Jalan Sultan, Beach Road, Ophir Road, East Coast Parkway (ECP), Fort Road, Mountbatten Road y Sims Way. El Área de Planificación de Kallang es parte de la Región Central de Singapur.
Aunque por definición es una única "área de planificación" según la Autoridad de Reurbanización Urbana (URA), la Nueva Ciudad Kallang/Whampoa según la Junta de Vivienda y Desarrollo (HDB) también incluye el complejo de Whampoa, ubicado dentro de la subzona Balestier del Área de Planificación Novena adyacente. Kallang/Whampoa es la única ciudad HDB que se extiende por dos áreas de planificación separadas.